# Kristin Hersh
Kristin Hersh (ur. 7 sierpnia 1966 w Atlancie) – amerykańska piosenkarka i kompozytorka znana z solowych, akustycznych koncertów. W latach osiemdziesiątych była jedną z założycielek grupy Throwing Muses, obecnie również liderka grającej w stylu rocka alternatywnego grupy 50 Foot Wave.

## Albumy solowe
- Hips and Makers (1994)
- Strange Angels (1998)
- Murder, Misery and Then Goodnight (1998)
- Sky Motel (1999)
- Sunny Border Blue (2001)
- The Grotto (2003)
- Learn to Sing Like a Star (2007)
- Speedbath (2008)
- Crooked (2010)

## Albumy z Throwing Muses
- Throwing Muses (1986)
- The Fat Skier (1987 mini-album)
- House Tornado (1988)
- Hunkpapa (1989)
- The Real Ramona (1991)
- Red Heaven (1992)
- The Curse (1992 live)
- University (1995)
- Limbo (1996)
- In a Doghouse (1998)
- Live in Providence (2001 live)
- Throwing Muses (2003)
- Purgatory/Paradise (2013)

## Albumy z 50 Foot Wave
- 50 Foot Wave (2004)
- Golden Ocean (2005)
- Free Music! (2005)
- Power + Light (2005)
- With Love From The Men's Room (2013)